# Chinasat 1C
O Chinasat 1C, também conhecido por Fenghuo 2C (FH-2C) e Zhongxing 1C (ZX-1C), é um satélite de comunicação militar geoestacionário chinês construído pela China Academy of Space Technology (CAST). O satélite foi baseado na plataforma DFH-4 Bus e sua expectativa de vida útil é de 15 anos.

## Lançamento
O satélite foi lançado com sucesso ao espaço no dia 9 de dezembro de 2015, às 16:46 UTC, por meio de um veiculo Longa Marcha 3B/G3 lançado a partir do Centro Espacial de Xichang, na China. Ele tinha uma massa de lançamento de 5320 kg.